# Hôpital de Lachine

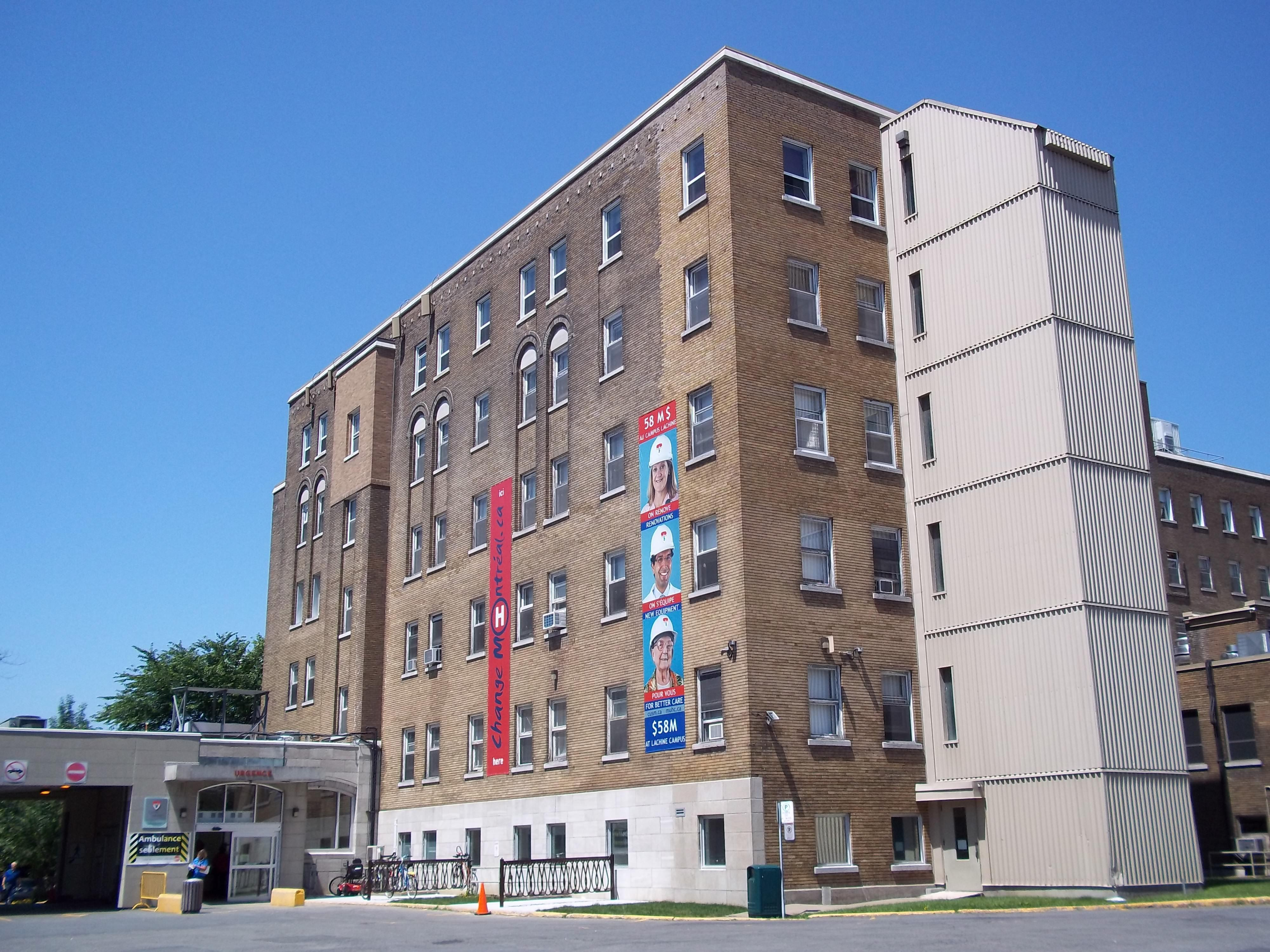
Campus Lachine du CUSM.

L'hôpital de Lachine (parfois encore nommé hôpital Saint-Joseph) est un hôpital de Montréal, situé dans l'arrondissement Lachine. Il se trouve au 650, 16e avenue, au coin de la rue Saint-Antoine. Il est affilié au Centre universitaire de santé McGill.  

## Histoire
Créé en 1913, l’hôpital St-Joseph était administré par les Sœurs de la Providence. En 1974, sa dénomination sociale a été changée pour celle de Centre hospitalier de Lachine et sa gestion est passée aux mains du gouvernement du Québec. 
L'hôpital de Lachine et son centre d’hébergement de longue durée (pavillon Camille-Lefebvre) sont intégrés au Centre universitaire de santé McGill (CUSM) entre 2008 et 2014.
Un projet d'agrandissement, s'échelonnant entre 2020 et 2027, est en cours de construction à partir de la façade sud de l'hôpital. Le nouveau bâtiment accueillera les services d'urgence, les services de soins intermédiaires et de soins de jour, les unités de médecine, de chirurgie et de soins palliatifs, un bloc opératoire et une unité de retraitement des dispositifs médicaux.